# Прикарпатська вугленосна площа
Прикарпатська вугленосна площа — розташована у межах Івано-Франківської і Чернівецької областей розташована Прикарпатська вугленосна площа, яка включає 4 буровугільних родовища: Коломийське (Ковалівське), Тростянецьке, Новоселиця-Джурівське, Мілієво-Іспаське і 12 обстежених вуглепроявів.
Буре вугілля Прикарпатської площі приурочене до відкладів ковалівських шарів (верхи баденію — низи сармату), представлених щільними вапняковистими глинами з прошарками пісковиків, конгломератів гравелітів, туфогенних порід із прошарками бурого вугілля потужністю 0,01—1,67 м в нижній частині розрізу. Кількість пластів на родовищах — 1—3.
```
                                                                   Прикарпатська вугленосна площа
```

Всі родовища експлуатувались, хоча за запасами відносяться до категорії мілких і дуже мілких, а сучасним кондиціям (мінімальна потужність вугільного пласта — 0,5 м) відповідає тільки Коломийське.
Вугілля Прикарпатської площі за якісними показниками відноситься до бурого вугілля або перехідного від бурого до довгополум'яного високого ступеня вуглефікації. За вмістом вологи, виходом смоли напівкоксування і низьким виходом бітумів вугілля можна віднести до найбільш метаморфізованого класу Б3, але за високою теплотою згорання (в середньому 5600—6000 ккал/кг) воно може бути віднесено до кам'яного.
В цілому, за всіма параметрами вугілля має хорошу якість: містить невелику кількість вологи, невисокий вихід летких речовин, малозольне, високу теплоту згорання можуть використовуватись як паливо для комунально-побутових потреб і як енергетичне паливо.
Крім охарактеризованих родовищ, у межах Прикарпатської площі поширені численні прояви бурого вугілля. Пласти і лінзи вугілля потужністю 0,1—0,4 м виявлені в районі сіл Трійця, Хімчин, Кривоброди, Рожнів, Карапчів, Бережниця, Бережонка, Луковець, Косів, Комарівці, Мігово, Бонилів, Красношора, Красноільськ, більшість з яких обстежені в процесі геологічних і розвідувальних робіт в 1965—1966 роках. Відкриття промисловозначимих родовищ вугілля в районі цих вуглепроявів малоймовірне, тому що найпотужніші пласти вугілля не перевищують 0,4 м, переважно 0,1—0,3 м.
Наявність сприятливих геологічних факторів дозволяє виділити перспективну Чорногузку ділянку (площа 100 км²) на південний схід від Коломийського (Ковалівського) родовища з оцінкою ресурсів вугілля по категорії Р2: в 4-х свердловинах на глибинах 103—214 м виявлені вугільні пласти потужністю 0,4—1,2 м;, якість вугілля аналогічна Коломийському родовищу. Передбачається розповсюдження на ділянці двох вугільних пластів середньою потужністю 0,7—1,0 м і ресурсами до 15 млн т.